# صوفيا مرسيدس
صوفيا مرسيدس (25 مايو 1976 في جمهورية الدومينيكان - ) (بالإنجليزية: Sofía Mercedes) هي لاعبة كرة طائرة دومينيكا. شاركت في الألعاب الأولمبية الصيفية 2004.

## وصلات خارجية
- صوفيا مرسيدس على موقع دوري الدرجة الأولى الإيطالي للكرة الطائرة - سيدات (الإيطالية)
- صوفيا مرسيدس على موقع أوليمبيديا (الإنجليزية)